# 石抹明安
石抹明安（1164年—1216年），契丹石抹氏，桓州（今內蒙古正藍旗北）人，是金朝末年和蒙古帝國的大臣。
石抹明安作為金國大臣出使蒙古。1211年，蒙古佔領撫州（今河北省張北），石抹明安到蒙古軍營談判，成吉思汗收买石抹明安投降，石抹明安向成吉思汗提供金军情报，為野狐嶺戰役蒙古取得勝利立下功勞。石抹明安率軍攻下大同，略河北州縣。1215年，石抹明安率軍攻佔通州，參與攻克金中都。因功為兼管蒙古漢軍兵馬都元帥，加太保，世稱明安太保。1216年，石抹明安去世。

## 延伸阅读
[在维基数据编辑]
 《元史·卷150》，出自宋濂《元史》
 《新元史/卷135》，出自柯劭忞《新元史》